# フィリッポ・トンマーゾ・マリネッティ

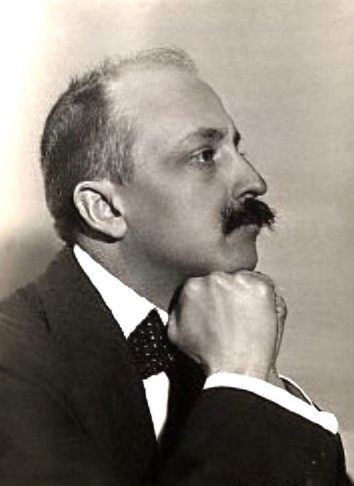
フィリッポ・トンマーゾ・マリネッティ

フィリッポ・トンマーゾ・マリネッティ（イタリア語: Filippo Tommaso Marinetti、 1876年12月22日 - 1944年12月2日）は、イタリアの詩人、作家、批評家、未来派のオーガナイザー。

## 生涯
エジプトのアレクサンドリアで生まれる。最初はフランスで活躍する象徴主義の詩人だったが、アルトゥーロ・ラブリオーラ、フィリッポ・トゥラーティ、ワルテル・モッチ、アンナ・クリショフなどの社会主義者と親交を持ってから政治に関わりだし、イタリア社会党の群像劇を描いたLe Roi Bombanceではラブリオーラから称賛を受ける。1908年に出版されたジョルジュ・ソレルの「暴力論」と自動車事故の体験に影響を受け、翌年の1909年、フィガロ紙にフランス語の「未来派宣言」を発表した。1910年の公演で「世界で唯一つの健康法ー戦争よ永遠なれ！」と観衆を挑発して逮捕され、1914年にはオーストリアの国旗を燃やし、再び逮捕される。1918年には「未来主義党宣言」で革命的サンディカリスムを主張する。1919年6月6日にはアルチェステ・デ・アンブリスとともに「ファシスト・マニフェスト」を発表し、ファシズム運動の先鞭をつけた。またこの年にはムッソリーニが結成した「イタリア戦闘者ファッシ」に参加し、社会党機関紙「アヴァンティ!」編集部の襲撃に関わり、投獄される。獄中で「共産主義のかなたへ」（Al di la del comunismo）を書き上げ、同年5月にはベニート・ムッソリーニの路線を保守主義及びブルジョワ階級との妥協として非難し、「戦闘ファッシ」を脱退する。1922年には共産主義の文化組織が組織する複数の未来派の展覧会が催されるが、この頃にファシズムに再接近し、1924年にファシスト党に再入党した。60歳でソヴィエト戦線派遣軍にジュゼッペ・テラーニと共に加わり赤軍と戦い、その後、イタリア社会共和国ではアカデミーを主導するが、1944年に死去した。

## 思想
福田和也によれば、
テクノロジーを手放しで賞賛し、科学技術は人間性の拡大、伸張をもたらし、人間を超人へと脱皮させると考えていた。（中略）マリネッティの技術の発達は人間に無限の可能性を開くだけではなく、人間それ自体をより優れたものに変えていく、という考え方は、おそらく現在最も一般的な技術に対する見方、普及したイデオロギーであり、クリシェとなった考え方を先取りしたものだろう。（中略）戦争を賛美したのは、戦争においてこそ、もっとも盛大にテクノロジーが、その潜在能力の限りを発揮するからだった。（中略）戦争の非情さが、つまりは『非人間性』こそが、人間を人間であることから脱却させ、新しい人間へ、つまりはテクノロジーと生理的に一体になった超人を作りだすからこそ、マリネッティは戦争を賛美し、賛美するだけでは物足りず、第一次世界大戦に従軍をし、さらには第二次大戦にも前線に赴いた（福田和也 『イデオロギーズ』新潮社 2004年5月）

## 逸話
- マリネッティはガブリエーレ・ダンヌンツィオとともに、しばしばファシズム運動と一体視されるナチズムの指導者、ヒトラーを嫌っていた。マリネッティはユダヤ人であるアンリ・ベルクソンらに傾倒していたこともあり、反ユダヤ主義には反対していた。またドイツでは未来派が退廃芸術として弾圧される動きもあった。
- 坂本龍一のアルバム『未来派野郎』では、演説の音源を使用した曲「Variety Show」が存在する。曲名はマリネッティが自身の演説会を「ヴァラエティー・ショウ」と呼んでいたことに由来する。

## 関連する展覧会（日本）
- 未来派展（1992年・セゾン美術館）

## 参照
1. ↑  Marinetti, La grande Milano 16-30
2. ↑  “フィリッポ・トンマーゾ・マリネッティ｜未来派宣言｜ARCHIVE”. ARCHIVE. 2023年12月14日閲覧。